# مقاطعة كاوي
مقاطعة كاوي (بالبرتغالية Caué)، هي إحدى مقاطعات محافظة ساو تومي. ومن بين المقاطعات السبع التي تشكل جزر المحيط الأطلسي الاستوائية في ساو تومي وبرينسيب، وتعتبر مقاطعة كاوي من أقل المقاطعات من حيث عدد السكان، ولكنها الأكبر في المساحة تغطي حوالي 267 كيلومتر مربع. يبلغ عدد سكانها 6,857 نسمة (2012). وعدد السكان هذه هو الأعلى منذ 70 عام، وعاصمتها هي ساو جواو دوس أنغولاريس. وتضم المقاطعة قرية من منطقة رولاس حيث يقع خط الاستواء مباشرة على القرية الصغيرة. وهناك تم تشيد نصب استوائي.